# Lisa Harrison
Lisa Harrison (Louisville, 2 gennaio 1971) è un'ex cestista e allenatrice di pallacanestro statunitense, professionista nella ABL e nella WNBA.

## Carriera
È stata selezionata dalle Phoenix Mercury al terzo giro del Draft WNBA 1999 (34ª scelta assoluta).

## Palmarès
- Campionessa NCAA (1991)